# العلاقات الكوبية الماليزية
العلاقات الكوبية الماليزية هي العلاقات الثنائية التي تجمع بين كوبا وماليزيا.

## مقارنة بين البلدين
هذه مقارنة عامة ومرجعية للدولتين:
| وجه المقارنة                                              | كوبا                              | ماليزيا       |
| --------------------------------------------------------- | --------------------------------- | ------------- |
| المساحة (كم2)                                             | 109.88 ألف                        | 330.29 ألف    |
| عدد السكان (نسمة)                                         | 11.48 مليون                       | 31.62 مليون   |
| الكثافة السكانية (ن./كم²)                                 | 104.48                            | 95.73         |
| العاصمة                                                   | هافانا                            | كوالالمبور    |
| اللغة الرسمية                                             | اللغة الإسبانية                   | لغة ماليزية   |
| العملة                                                    | بيزو كوبي، بيزو كوبي قابل للتحويل | رينغيت ماليزي |
| الناتج المحلي الإجمالي (بليون دولار)                      | 87.13 مليار                       | 314.50 مليار  |
| الناتج المحلي الإجمالي (تعادل القوة الشرائية) بليون دولار |                                   | 817.43 مليار  |
| الناتج المحلي الإجمالي الاسمي للفرد دولار أمريكي          |                                   | 9.77 ألف      |
| الناتج المحلي الإجمالي للفرد دولار أمريكي                 |                                   | 25.64 ألف     |
| مؤشر التنمية البشرية                                      | 0.769                             | 0.779         |
| رمز المكالمات الدولي                                      | +53                               | +60           |
| رمز الإنترنت                                              | .cu                               | .my           |
| المنطقة الزمنية                                           | 00                                | ت ع م+08:00   |

## منظمات دولية مشتركة
يشترك البلدان في عضوية مجموعة من المنظمات الدولية، منها:
| علم المنظمة | اسم المنظمة                   | تاريخ انضمام كوبا | تاريخ انضمام ماليزيا |
| ----------- | ----------------------------- | ----------------- | -------------------- |
|             | منظمة التجارة العالمية        | ?                 | ?                    |
|             | الاتحاد الدولي للاتصالات      | 16 يناير 1918     | 3 فبراير 1958        |
|             | المنظمة الهيدروغرافية الدولية | ?                 | ?                    |
|             | منظمة حظر الأسلحة الكيميائية  | ?                 | ?                    |
|             | يونسكو                        | 29 أغسطس 1947     | 16 يونيو 1958        |
|             | الأمم المتحدة                 | 24 أكتوبر 1945    | 17 سبتمبر 1957       |
|             | الاتحاد البريدي العالمي       | ?                 | ?                    |
|             | منظمة الشرطة الجنائية الدولية | ?                 | ?                    |

## وصلات خارجية
- موقع وزارة الخارجية الكوبية
- موقع وزارة الخارجية الماليزية